# 长趾股窗蟹
长趾股窗蟹（学名：Scopimera longidactyla）为沙蟹科股窗蟹属的动物。分布于朝鲜西岸、台湾岛以及中国大陆的山东、渤海湾等地，生活环境为海水，主要穴居于潮间带的泥沙滩上以及洞口常覆盖许多细沙。